# Iridobapta argostola
Iridobapta argostola là một loài bướm đêm trong họ Geometridae.